# When the World Sleeps
Pour plus de détails, voir Fiche technique et Distribution.
When the World Sleeps est un film muet américain réalisé par Joseph A. Golden et sorti en 1910.

## Fiche technique
- Réalisation : Joseph A. Golden
- Production : Pat Powers
- Date de sortie :
  - États-Unis : 3 décembre 1910

## Distribution
- Pearl White